# Glicério (ort)
Glicério är en ort i Brasilien.   Den ligger i kommunen Glicério och delstaten São Paulo, i den södra delen av landet, 700 km söder om huvudstaden Brasília. Glicério ligger 409 meter över havet och antalet invånare är 4 577.
Terrängen runt Glicério är platt. Runt Glicério är det ganska tätbefolkat, med 80 invånare per kvadratkilometer.. Närmaste större samhälle är Penápolis, 14,1 km öster om Glicério.
Omgivningarna runt Glicério är en mosaik av jordbruksmark och naturlig växtlighet.